# Ponderosa (Nuevo México)
Ponderosa es un lugar designado por el censo ubicado en el condado de Sandoval en el estado estadounidense de Nuevo México. En el Censo de 2010 tenía una población de 387 habitantes y una densidad poblacional de 16,37 personas por km².

## Geografía
Ponderosa se encuentra ubicado en las coordenadas 35°39′20″N 106°39′16″O / 35.65556, -106.65444. Según la Oficina del Censo de los Estados Unidos, Ponderosa tiene una superficie total de 23.64 km², de la cual 23.64 km² corresponden a tierra firme y (0%) 0 km² es agua.

## Demografía
Según el censo de 2010, había 387 personas residiendo en Ponderosa. La densidad de población era de 16,37 hab./km². De los 387 habitantes, Ponderosa estaba compuesto por el 66.41% blancos, el 0% eran afroamericanos, el 9.56% eran amerindios, el 0.26% eran asiáticos, el 0.78% eran isleños del Pacífico, el 18.6% eran de otras razas y el 4.39% pertenecían a dos o más razas. Del total de la población el 55.04% eran hispanos o latinos de cualquier raza.